# Sportanlagenlärmschutzverordnung
Die Sportanlagenlärmschutzverordnung (18. BImSchV; oft auch SALVO bzw. Salvo) gilt für Sportanlagen, für die nach § 4 des Bundes-Immissionsschutzgesetzes eine Genehmigung nicht vonnöten ist. Sie legt Immissionsrichtwerte und Ruhezeiten fest. Insbesondere wird der ruhebedürftige Nachtzeitraum, der sonst in Deutschland um 22 Uhr beginnt und um 6 Uhr endet, an Sonn- und Feiertagen um eine Stunde von 6 bis 7 Uhr morgens verlängert. Außerdem werden Ruhezeiten an allen Tagen von 20 bis 22 Uhr, werktags von 6 bis 8 Uhr, an Sonn- und Feiertagen von 7 bis 9 Uhr und von 13 bis 15 Uhr festgelegt.
Bei den schutzwürdigen Gebieten wird zwischen Gewerbegebieten, Mischgebieten, allgemeinen und reinen Wohngebieten sowie Gebieten mit Schulen, Krankenhäusern und Kureinrichtungen unterschieden. In reinen Wohngebieten gilt während der Ruhezeiten am Morgen ein Immissions-Richtwert von 45 dB. Ob die jeweiligen Richtwerte eingehalten werden, lässt sich anhand der Berechnungsvorschriften ermitteln, die in der Verordnung beschrieben sind.

## Ermittlung der Immissionsrichtwerte
Bei der Ermittlung der anzuwendenden Richtwerte müssen Uhrzeit, Wochentag, Gebietstyp, Beurteilungszeiträume, anzuwendende Zuschläge sowie eventuelle geltende Ausnahmeregeln beachtet werden.

### Richtwerte in Abhängigkeit von Uhrzeit, Wochentag und Gebietstyp
In der Verordnung wird unterschieden zwischen den drei Zeitkategorien „tags außerhalb der Ruhezeit“, „tags innerhalb der Ruhezeit“ und „nachts“.
An einem Werktag gelten für die folgenden Uhrzeiten jeweils die genannten Kategorien:
- 00:00 bis 06:00 Uhr „nachts“
- 06:00 bis 08:00 Uhr „tags innerhalb der Ruhezeit“
- 08:00 bis 20:00 Uhr „tags außerhalb der Ruhezeit“
- 20:00 bis 22:00 Uhr „tags innerhalb der Ruhezeit“
- 22:00 bis 24:00 Uhr „nachts“

An Sonn- und Feiertagen gelten für die folgenden Uhrzeiten jeweils die genannten Kategorien:
- 00:00 bis 07:00 Uhr „nachts“
- 07:00 bis 09:00 Uhr „tags innerhalb der Ruhezeit“
- 09:00 bis 13:00 Uhr „tags außerhalb der Ruhezeit“
- 13:00 bis 15:00 Uhr „tags innerhalb der Ruhezeit“
- 15:00 bis 20:00 Uhr „tags außerhalb der Ruhezeit“
- 20:00 bis 22:00 Uhr „tags innerhalb der Ruhezeit“
- 22:00 bis 24:00 Uhr „nachts“

Die Richtwerte sind je nach Gebietstyp verschieden. Der Gebietstyp ergibt sich aus den Bebauungsplänen oder falls kein Bebauungsplan festgesetzt, dann aus der tatsächlichen baulichen Nutzung. Nachfolgend findet man als Beispiele die Immissionsrichtwerte für die Gebietstypen Mischgebiete, allgemeine sowie reine Wohngebiete.
Richtwerte für Mischgebiete:
- tags außerhalb der Ruhezeiten: 60 dB(A)
- tags innerhalb der Ruhezeiten am Morgen: 55 dB(A)
- tags innerhalb der übrigen Ruhezeiten: 60 dB(A)
- nachts: 45 dB(A)

Richtwerte für allgemeine Wohngebiete:
- tags außerhalb der Ruhezeiten: 55 dB(A)
- tags innerhalb der Ruhezeiten am Morgen: 50 dB(A)
- tags innerhalb der übrigen Ruhezeiten: 55 dB(A)
- nachts: 40 dB(A)

Richtwerte für reine Wohngebiete:
- tags außerhalb der Ruhezeiten: 50 dB(A)
- tags innerhalb der Ruhezeiten am Morgen: 45 dB(A)
- tags innerhalb der übrigen Ruhezeiten: 50 dB(A)
- nachts: 35 dB(A)

### Ausnahmeregelungen
Zudem sieht die Verordnung Ausnahmen vor. Zum einen „seltene Ereignisse“ nach § 1.5 des Anhangs 1 der Verordnung sowie „internationale oder nationale Sportveranstaltungen von herausragender Bedeutung im öffentlichen Interesse“ nach § 6 der Verordnung.
Für diese Ausnahmen gelten dann höhere bzw. sogar keine Immissionsrichtwerte.

#### Ausnahmeregelung für seltene Ereignisse
Seltene Ereignisse sind „besondere Ereignisse und Veranstaltungen“ die als selten gelten, wenn sie an höchstens 18 Kalendertagen eines Jahres auftreten. Bei seltenen Ereignissen dürfen die Immissionsrichtwerte 10 dB(A) höher als die zuvor beschriebenen Richtwerte sein, keinesfalls aber die folgenden Höchstwerte überschreiten:
- tags außerhalb der Ruhezeiten: 70 dB(A)
- tags innerhalb der Ruhezeiten: 65 dB(A)
- nachts: 55 dB(A)

Die Möglichkeit für das Überschreiten der Lärmrichtwerte bei seltenen Ereignissen wird im § 5 Abs. 5 der Verordnung geregelt.
Im August 2020 wies der Verwaltungsgerichtshof Baden-Württemberg darauf, dass nicht nur das Kriterium „selten“, sondern explizit auch das Kriterium „besonders“ erfüllt sein muss. Zu dieser Zeit hieß es in der Anlage zu § 5 Abs. 5 der Verordnung noch: "Überschreitungen der Immissionsrichtwerte durch besondere Ereignisse und Veranstaltungen gelten als selten, wenn sie an höchstens 18 Kalendertagen eines Jahres in einer Beurteilungszeit oder mehreren Beurteilungszeiten auftreten." Der Verwaltungsgerichtshof urteilte deshalb, dass ein Bundesligaspiel in einem Bundesligastadion zum Beispiel kein besonderes Ereignis sei, die Ausnahme für seltene Ereignisse könne hier nicht angewendet werden.
Der wissenschaftliche Dienst des Bundestags hatte im März 2021 dann ebenfalls festgestellt, dass eine derart extensive Auslegung des § 5 Abs. 5 18. BImSchV zugunsten der Stadionbetreiber "nicht geboten" sei. Trotzdem änderte der Gesetzgeber die Sportanlagenlärmschutzverordnung und strich am 8. Oktober 2021 die Worte "durch besondere Ereignisse und Veranstaltungen" aus der Anlage der Verordnung. Dies geschah – wie man der Begründung der Bundesratsdrucksache entnehmen kann – auch mit Blick auf das zuvor zitierte Urteil des Verwaltungsgerichtshof Baden-Württemberg und der dadurch offenbar gefährdeten Rechtmäßigkeit des gerade neu gebauten Bundesligastadions in Freiburg.
Die Parlamentarische Staatssekretärin Rita Schwarzelühr-Sutter versprach bezüglich der Ausweitung des Begriffs "seltene Ereignisse" in der Pressemitteilung des Umweltministeriums das folgende: "Sportvereine dürfen künftig an bis zu 18 Tagen eines Jahres eine Ausnahme von den Lärmvorgaben am Tag oder von der Nachtruhe machen, ohne die Besonderheit der Ereignisse darlegen zu müssen. Die Vereine erhalten die nötige Planungssicherheit. Anwohnerinnen und Anwohner können sich wiederum darauf verlassen, dass an allen anderen Tagen die üblichen Vorgaben für Lärm und Nachtruhe eingehalten werden müssen."

#### Ausnahmeregelung für internationale oder nationale Sportveranstaltungen von herausragender Bedeutung im öffentlichen Interesse
Die Ausnahmegenehmigung für internationale oder nationale Sportveranstaltungen von „herausragender Bedeutung im öffentlichen Interesse“ wurde zur Fußball WM 2006 eingeführt. Der damalig zuständige Bundesminister Sigmar Gabriel bestätigte damals: "Zum Schutz der Nachbarschaft gilt die neuen Ausnahmemöglichkeit nur, wenn es sich um Sportgroßereignisse handelt, an denen ein wirklich herausragendes nationales oder internationales Interesse besteht."
Die Ausnahmeregelung zielt einzig auf Sportgroßereignisse wie Fußball WM/EM, Pokalendspiele, Olympia oder Leichtathletik-WM. Die Kriterien für die Anwendung dieses Ausnahmeparagrafen liegen sehr hoch, da bei diesem Ausnahmeparagrafen tatsächlich alle Immissionsrichtwerte zum Schutz der Anwohner komplett wegfallen.
Seit Juni 2010 gibt es zu der Ausnahmegenehmigung auch eine Rechtsprechung: Das VG Minden hat in einer Urteilsbegründung auf die ursprüngliche Intention des Gesetzgebers (nämlich die Fußball WM 2006) hingewiesen und zur Interpretation der Ausnahmekriterien (unabhängig vom verhandelten Fall eines Bundesligaspiels) grundsätzlich festgestellt, dass
- es sich bereits um „eine Ausdehnung einer bereits bestehenden Ausnahmeregelung“ handelt, die Ausnahmeregelung deshalb „grundsätzlich eng“ auszulegen ist,
- die herausragende Bedeutung „außer Zweifel“ stehen muss
- das Kriterium eines „singulären Sportereignis“ erfüllt sein muss.

Olympia, WM, EM oder ein Pokal-Endspiel können sowohl das Kriterium der herausragenden Bedeutung als auch das Kriterium eines singulären Sportereignisses erfüllen. Bundesligaspiele oder UEFA-Vorrunden- oder Gruppenspiele können weder das Kriterium der Singularität noch das der herausragenden Bedeutung erfüllen. Laut der zitierten Rechtsprechung sei eine Ausnahme allenfalls denkbar, wenn z. B. ein Bundesligaspiel über die Meisterschaft oder den Aufstieg oder Nichtaufstieg in die erste Bundesliga entscheidet. Sportereignisse von lediglich regional herausragender Bedeutung („Lokalderby“) fallen in keinem Fall unter diese Ausnahmeregelung.

### Die Bedeutung der Beurteilungszeiten
Bei der Prognose oder der Messung der tatsächlichen Immissionswerte wird nicht der momentane Lärmpegel verwendet, sondern es wird über eine sogenannte Beurteilungszeit gemittelt. Das führt in vielen Fällen zu einer deutlichen Reduzierung der anzusetzenden Lärmwerte.
An Werktagen gilt für Geräuscheinwirkungen:
- tags außerhalb der Ruhezeiten eine Beurteilungszeit von 12 Stunden,
- tags während der Ruhezeiten jeweils eine Beurteilungszeit von 2 Stunden,
- nachts eine Beurteilungszeit von einer Stunde.

An Sonn- und Feiertagen gilt für Geräuscheinwirkungen
- tags außerhalb der Ruhezeiten eine Beurteilungszeit von 9 Stunden,
- tags während der Ruhezeiten jeweils eine Beurteilungszeit von 2 Stunden,
- nachts eine Beurteilungszeit von einer Stunde.

Misst man also z. B. an einem Werktag außerhalb der Ruhezeiten am Immissionsort für 3 Stunden einen Lärmpegel von 80 dB(A), in den restlichen 9 Stunden werden aber nur 40 dB(A) gemessen, dann darf man diese Werte über 12 Stunden mitteln. Der resultierende Wert beträgt dann ca. 74 dB(A).
In der Nacht (ab 22:00 Uhr) hingegen gilt eine Beurteilungszeit von nur einer Stunde. Wenn der Lärm über eine volle Stunde anhält, dann ist der gemessene Wert gleich dem anzusetzenden Wert.

### Weitere Regelungen in der Verordnung
Die Geräuschmessung („Maßgeblicher Immissionsort“) findet bei bebauten Flächen 0,5 m außerhalb des vom Geräusch am stärksten betroffenen Fensters eines Raumes einer Wohnung, eines Krankenhauses, einer Pflegeanstalt oder einer anderen ähnlich schutzbedürftigen Einrichtung statt.
Einzelne kurzzeitige Geräuschspitzen dürfen die Immissionsrichtwerte tags um nicht mehr als 30 dB(A) sowie nachts um nicht mehr als 20 dB(A) überschreiten. Die für seltene Ereignisse geltende Richtwerte dürfen von Geräuschspitzen tags um nicht mehr als 20 dB(A) und nachts um nicht mehr als 10 dB(A) überschritten werden.
Zudem sieht die Verordnung noch Zuschläge für Impulshaltigkeit und/oder auffällige Pegeländerungen sowie für Ton- und Informationshaltigkeit vor.

## Begriffe
Angesichts der gebräuchlichen Begriffe Sportplatz, Sportanlage und Stadion bestehen oft Unsicherheiten, wann die Sportanlagenlärmschutzverordnung anzuwenden ist. Alle Anlagen, die bereits vor Inkrafttreten der Verordnung errichtet wurden, haben Bestandsschutz – allerdings nur in einem gewissen Rahmen (sogenannter Alt-Anlagen-Bonus). Eine wesentliche Änderung, also z. B. Umbau oder Erweiterung einer Sportanlage um weitere Plätze, Einrichtung einer Zuschauertribüne, führt dazu, dass der Alt-Anlagen-Bonus erlischt und in jedem Fall die in der Verordnung festgesetzten Werte eingehalten werden müssen.
Nach der DIN 18035-1 (Sportplätze, Teil 1: Freianlagen für Spiele und Leichtathletik, Planung und Maße) ist Sportplatz „... eine Freianlage, die sowohl dem organisierten Wettkampfsport nach den national und international vereinbarten Regeln der Sportfachverbände als auch den nicht wettkampforientierten, regeloffenen Sport-, Bewegungs- und Freizeitaktivitäten dient“.
Die einzelnen Sportarten haben unterschiedliche Lärmwirkungen. So sind die meisten Ballsportarten (Fußball, Hockey, Tennis) durch die Schlaggeräusche mit wesentlich mehr Lärm verbunden als Trainingsplätze für Leichtathletik (Laufen, Hochsprung, Weitsprung, Kugelstoßen usw.). Die Sportanlagenlärmschutzverordnung unterscheidet jedoch weder einzelne Sportarten noch die Betreiber (Schulen, Vereine). Auch die Einrichtung einer Zuschauertribüne oder die Zahl der Zuschauerplätze sind kein Kriterium.

## Abgrenzung
Für Plätze, die nicht unter diese Verordnung fallen, gelten die Regelungen für den Freizeitlärm oder von den einzelnen Städten und Gemeinden erlassene Ordnungen. Damit soll zum Beispiel der Betrieb von Bolzplätzen geregelt werden.

## Lärmwirkung
Die Lärmwirkung kann durch Messung oder Berechnung ermittelt werden. Bei neuen oder wesentlich geänderten Anlagen können vergleichbar große und vom Betrieb her ähnliche Anlagen als Beurteilungsgrundlage dienen. Im Rahmen der Genehmigung können bereits Auflagen erteilt werden, wenn absehbar ist, dass die in der Verordnung festgelegten Richtwerte nicht eingehalten werden.
Zu berücksichtigen sind auch die Verkehrsgeräusche, die während des Betriebs der Sportanlage durch Zu- und Abfahrten motorisierter Fahrzeuge entstehen. Diese Verkehrsgeräusche sind nach der Verkehrslärmschutzverordnung zu berechnen.